# Résolution 1614 du Conseil de sécurité des Nations unies
Membres permanents
- Chine
- États-Unis
- France
- Royaume-Uni
- Russie

Membres non permanents
- Algérie
- Argentine
- Bénin
- Brésil
- Danemark
- Grèce
- Japon
- Philippines
- Roumanie
- Tanzanie

Résolution no 1613 Résolution no 1615
La résolution 1614 du Conseil de sécurité des Nations unies fut adoptée à l'unanimité le 29 juillet 2005. Après avoir rappelé les résolutions précédentes sur Israël et le Liban, y compris les résolutions 425 (de 1978), 426 (de 1978) et 1583 (de 2005), le Conseil a prorogé le mandat de la Force intérimaire des Nations unies au Liban (FINUL) pour six mois supplémentaires jusqu'au 31 janvier 2006.

## Résolution

### Observations
Le Conseil de sécurité a rappelé le rapport du secrétaire général Kofi Annan selon lequel Israël avait retiré ses forces du Liban à compter du 16 juin 2000, conformément à la résolution 425. Il a souligné le caractère temporaire de l'opération de la FINUL et a appelé au respect de la Ligne bleue compte tenu des récents incidents. Les tensions le long de la Ligne bleue étaient préoccupantes et le Conseil a estimé, avec le secrétaire général, que la situation ne justifiait pas de modifier le mandat de la FINUL.

### Contenu
Le gouvernement libanais a été appelé à restaurer son autorité dans le sud Liban par le déploiement des forces libanaises. Les parties ont été instamment priées d'assurer la pleine liberté de mouvement de la FINUL et d'assurer sa sécurité. Israël et le Liban ont été invités à honorer leurs engagements de respecter la ligne de retrait identifiée par les Nations unies et toutes les violations aériennes, maritimes et terrestres de la ligne ont été condamnées.
La résolution a souligné les efforts de la FINUL pour surveiller les violations de la ligne de retrait et assurer le déminage, et a rappelé la nécessité de fournir des cartes supplémentaires de l'emplacement des mines terrestres. Le secrétaire général a été prié de poursuivre les consultations avec le Gouvernement libanais et les pays fournisseurs de contingents concernant l’application de la résolution actuelle. Il lui a également demandé de rendre compte des activités de la FINUL et des tâches menées par l’Organisme des Nations unies chargé de la surveillance de la trêve (ONUST).
Enfin, le Conseil a conclu en soulignant l’importance d’une paix juste et durable au Moyen-Orient sur la base des résolutions pertinentes du Conseil de sécurité, notamment la 242 (de 1967) et la 338 (de 1973).